# Leżnica Mała (gromada)
Leżnica Mała (od połowy lat 60. Leźnica Mała) – dawna gromada, czyli najmniejsza jednostka podziału terytorialnego Polskiej Rzeczypospolitej Ludowej w latach 1954–1972.
Gromady, z gromadzkimi radami narodowymi (GRN) jako organami władzy najniższego stopnia na wsi, funkcjonowały od reformy reorganizującej administrację wiejską przeprowadzonej jesienią 1954 do momentu ich zniesienia z dniem 1 stycznia 1973, tym samym wypierając organizację gminną w latach 1954–1972.
Gromadę Leżnica Mała siedzibą GRN w Leżnicy Małej (w obecnym brzmieniu Leźnica Mała) utworzono – jako jedną z 8759 gromad na obszarze Polski – w powiecie łęczyckim w woj. łódzkim, na mocy uchwały nr 32/54 WRN w Łodzi z dnia 4 października 1954. W skład jednostki weszły obszary dotychczasowych gromad Bronno, Borów, Borek, Leżnica Mała i Zduny, ponadto wieś Janków, wieś Mniszki, parcelacja Mniszki, folwark Mniszki, kolonia Janków i kolonia Janków-Wichrów z dotychczasowej gromady Janków oraz kolonia Wąkczew cz. I, kolonia Wąkczew-Helenów cz. II, kolonia Wąkczew-Helenów cz. III, parcelacja Wąkczew i wieś Wąkczew z dotychczasowej gromady Wąkczew ze zniesionej gminy Tkaczew w tymże powiecie. Dla gromady ustalono 12 członków gromadzkiej rady narodowej.
1 stycznia 1959 do gromady Leźnica Mała przyłączono obszar zniesionej (i mocno okrojonej) gromady Wola Niedźwiedzia.
31 grudnia 1959 do gromady Leżnica Mała przyłączono obszar zniesionej gromady Wilczkowice.
Od około połowy lat 60. (a także sporadycznie wcześniej) jednostka występuje w spisach jako gromada Leźnica Mała.
Gromada przetrwała do końca 1972 roku, czyli do kolejnej reformy gminnej.